# Suleika Ibáñez
Suleika Ibáñez (* 8. Dezember 1930 oder 1937 in Montevideo; † 7. März 2013) war eine uruguayische Schriftstellerin, Dramatikerin, Essayistin und Dozentin.
Suleika Ibáñez wirkte von 1958 bis 1974 als Lehrerin in der Sekundarstufe. Zudem lehrte sie Literatur an der Universidad Católica de Montevideo, am Instituto de Profesores Artigas und in Melo. Bereits 1967 erhielt sie eine bis 1989 nicht publik gemachte Auszeichnung für schriftstellerische Tätigkeit. Ibáñez schrieb sowohl Essays, Geschichten und Gedichte als auch Romane und Theaterstücke. 1975 erschien ihr Essay Herrera y Reissig, su vida y obra. Aus dem Jahr 1985 stammt ihr Theaterstück Feliz Año Nuevo. Dafür erhielt Ibáñez den Preis der Segunda Bienal del Teatro. Für ihr 1989 publiziertes Gedicht Homenaje a Jean Genet: nuestra Señora de las Flores wurde sie mit dem Ersten Preis der Intendencia Municipal de Montevideo (IMM) geehrt. Die gleiche Auszeichnung erhielt sie auch im Folgejahr. Prämiert wurde diesmal ihre Geschichte Retrato de bellos y de bestias. Mit ihrem 1991 veröffentlichten Roman El Jardín de las Delicias erreichte Ibáñez das Finale des Premio Rómulo Gallegos. 1992 wurde Ibáñez für ihr Essay über Juana de Ibarbourou der Erste Preis der Academia de Letras de Montevideo zuteil. Im Folgejahr erhielt sie für das Gedicht Experiencias con ángeles y demonios zum dritten Mal den Ersten Preis der Intendencia von Montevideo.

## Werke (Auswahl)
- Herrera y Reissig, su vida y obra, 1975
- Feliz Año Nuevo, 1985
- Homenaje a Jean Genet: nuestra Señora de las Flores, 1989
- Retrato de bellos y de bestias, 1990
- El Jardín de las Delicias, 1991
- Experiencias con ángeles y demonios, 1993
- La hija del molinero y otros cuentos de fantasmas, 1998
- Galia, con quien tanto quería, 2002